# Sportverein 1916 Sandhausen
SV Sandhausen é uma agremiação esportiva alemã, fundada 1 de agosto de 1916, e sediada em Sandhausen, imediatamente ao sul de Heidelberg, na região de Baden-Württemberg. Atualmente disputa a 2. Bundesliga.

## História
Após um início difícil devido a problemas financeiros, superou de modo constante as baixas divisões até alcançar a promoção à Gauliga Baden, em 1930. A permanência, porém, foi breve e ao término do certame a equipe sofreu o descenso.
Em 1943, o Sandhausen se uniu ao TSV Walldorf e VfB Wiesloch para formar o KSG Walldorf-Wiesloch. Essa fusão foi necessária para poder jogar durante o tempo de guerra. No fim da Segunda Guerra Mundial o time foi dissolvido e apenas reconstituído em 1945. Após alguns anos, readquiriu a denominação original.
A companhia jogou na Landesliga ou na 2.Amateurliga até 1956, ano no qual foi promovida à Amateurliga Nordbaden. Em 1977, foi vice-campeã da divisão e avançou à Oberliga Baden-Württemberg, na qual conquistou boas apresentações no curso dos anos. O clube foi campeão da Oberliga por três vezes durante os anos 1980 e campeão das equipes amadoras em 1993. Venceu novamente a Oberliga em 1995, 2000 e graças à vitória de 2007, avançou para a Regionalliga Süd (III).
A temporada 2007-2008 foi positiva para o time que conseguiu uma cômoda promoção à 3. Liga, ainda que por um período tenha lutado pela conquista ao acesso para a 2. Bundesliga.

## Títulos

### Ligas
- Campeonato Amador Alemão
  - Campeão: (2) 1978, 1993;
  - Vice-campeão: 1977;
- 3. Liga
  - Campeão: 2012;
- Oberliga Baden-Württemberg
  - Campeão: (5) 1981, 1985, 1987, 1995, 2000;
  - Runners-up: (3) 1993, 1999, 2002;
- Amateurliga Nordbaden (III) 
  - Campeão: 1961;

### Copas
- North Baden Cup
  - Campeão: (12) 1977, 1978, 1981, 1982, 1983, 1985, 1986, 1995, 2006, 2007, 2010‡, 2011;
  - Vice-campeão: (3) 1996, 2003, 2009‡;
- ‡ Vencido com time reserva.

## Cronologia recente
A recente performance do clube:
| Temporada | Divisão                    | Módulo | Posição |
| 1999–2000 | Oberliga Baden-Württemberg | IV     | 1°      |
| 2000–01   | Oberliga Baden-Württemberg | IV     | 4°      |
| 2001–02   | Oberliga Baden-Württemberg | IV     | 2°      |
| 2002–03   | Oberliga Baden-Württemberg | IV     | 4°      |
| 2003–04   | Oberliga Baden-Württemberg | IV     | 7°      |
| 2004–05   | Oberliga Baden-Württemberg | IV     | 7°      |
| 2005–06   | Oberliga Baden-Württemberg | IV     | 5°      |
| 2006–07   | Oberliga Baden-Württemberg | IV     | 1° ↑    |
| 2007–08   | Regionalliga Süd           | III    | 5° ↑    |
| 2008–09   | 3° Liga                    | III    | 8°      |
| 2009–10   | 3° Liga                    | III    | 14°     |
| 2010–11   | 3° Liga                    | III    | 12°     |
| 2011–12   | 3° Liga                    | III    | 1° ↑    |
| 2012–13   | Bundesliga 2               | II     | 17°     |
| 2013–14   | Bundesliga 2               | II     | 12°     |
| 2014–15   | Bundesliga 2               | II     | 12°     |
| 2015–16   | Bundesliga 2               | II     | 13°     |
| 2016–17   | Bundesliga 2               | II     | 10°     |
| 2017–18   | Bundesliga 2               | II     | 11°     |
| 2018–19   | Bundesliga 2               | II     | 15°     |
| 2019–20   | Bundesliga 2               | II     | 10°     |
| 2020–21   | Bundesliga 2               | II     | 15°     |